# Кущение
Куще́ние — образование надземных побегов из узла, расположенного у основания главного побега у растений семейства Злаки и некоторых других растений; обильное появление у Злаков побочных стеблей (боковых побегов), благодаря благоприятным условиям роста; одна из форм ветвления, приводящая к образованию куста.
Узел кущения — это ряд сближенных коротких междоузлий, из почек которых развиваются боковые побеги; из почек, которые находятся в пазухах влагалищных листьев, образуются дочерние боковые побеги, которые либо остаются внутри влагалища (внутривлагалищные побеги), либо пробивают влагалище листа и выходят наружу (вневлагалищные побеги). В результате образуется рыхлый (при условии, что побеги растут под углом к главному) или плотный (при условии, что побеги растут вертикально) куст.
Из-за развития из узла кущения множества побегов многолетние растения образуют дернину; расположенные горизонтально длинные побеги при подземном их расположении образуют корневища или отпрыски при наземном их расположении. У однолетних растений процесс кущения происходит в ранний период жизни и прекращается с выходом их в трубку; у многолетних растений процесс кущения продолжается до конца вегетации после перерыва в период цветения и плодоношения. У культурных растений кущение зависит от сорта, условий произрастания и агротехнических приёмов. Кущение хлебных Злаков является одной из фаз развития, которая способствует увеличению урожая.